# Homalanthus repandus
Homalanthus repandus là một loài thực vật có hoa trong họ Đại kích. Loài này được Schltr. mô tả khoa học đầu tiên năm 1906.